# Yèhareg vèal yaavor
Yèhareg vèal yaavor (hébreu : ייהרג ואל יעבור « qu’il soit tué et n’enfreigne pas ») est une situation extrême du judaïsme dans laquelle on enjoint à l’individu de s’immoler plutôt que de transgresser un interdit si grave que cette transgression ne justifierait pas sa survie. La loi s’applique essentiellement dans trois situations — le meurtre, le viol et l’idolâtrie — mais s’étend à d’autres cas dont les persécutions antijuives.

## Dans les sources juives
La règle yèhareg vèal yaavor est mentionnée pour la première fois en TB Sanhédrin 74a: « Rabbi Yohanan a dit au nom de Rabbi Shimon ben Yehotzadak: “Il a été voté dans le grenier de la maison de Nitezeh à Lod [que] pour tous les péchés dans la Torah, si l’on dit à une personne "Transgresses et tu ne seras pas tué," elle doit transgresser et ne pas être tué, à l’exception du culte d’idoles, de la découverte de la nudité et de l’effusion de sang” » — l’idolâtrie nie le judaïsme en son essence et les rabbins ont tiré de ce qu’il est dit (Dt 6:5) « Tu aimeras YHWH ton elohim … de toute ton âme » qu’il faut l’aimer « même s’ils prennent ton âme » ; la découverte de la nudité inclut de nombreux interdits qui perturbent l’ordre de la société et de la famille ; le meurtre est interdit car « ton sang n’est pas plus rouge que le sien ».